# Esselenichthys
Esselenichthys es un género de peces actinopeterigios marinos, distribuidos por la costa noreste del océano Pacífico desde California (Estados Unidos) hasta Baja California (México).

## Especies
Existen dos especies reconocidas en este género:
- Esselenichthys carli (Follett y Anderson, 1990)
- Esselenichthys laurae (Follett y Anderson, 1990)